# Szamota István
Pravigyi Szamota István (Kunszentmiklós, 1867. július 5. – Budapest, 1895. november 21.) nyelv- és történettudós, országos levéltári tisztviselő. Összegyűjtötte a régi latin oklevelekben található magyar szavakat, elsőként ismertette a Schlägli és a Murmellius szójegyzékeket.

## Élete
Lengyel származású nemesi családban született. Édesapja, Szamota Lipót (meghalt 1895-ben, 76 évesen), magyar királyi adótárnok, szabadságharc lengyel legionista főhadnagy, anyja Kercsik Anna volt. Apja a szabadságharc után hivatalnokként dolgozott. Házasságából 5 gyermeke született köztük negyedikként István. Fivérei is nevet szereztek maguknak különböző állásokban, Ludmil testvére pénzügyi titkár volt, Zsigmond doktori címet szerzett, harmadikukat Józsefnek hívták.
Tanulmányait Makón, Temesváron és Hódmezővásárhelyen végezte, majd a Budapesti egyetemen hallgatott jogot. Egyetemi évei alatt is írt cikkeket és értekezéseket a Filologiai Közlönybe (Oláh, bolgár vagy magyar eredetű volt-e Ronsard Péter, 1891) és a Budapesti Szemlébe. Egyetemi tanulmányai után, 1892-ben az Országos levéltárban kapott állást, ahol a régi okleveleinkkel és azok nyelvi sajátságaival foglalkozott és tanulmányokat írt róla. Ezen tanulmányoknak köszönhetően jutott ki 1893-ban Oroszországba, Németországba, Ausztriába ahol hasonló kutatásokat végzett. Körútjáról hazatérve, 1894-ben a Nemzeti Múzeumban helyezkedett el, könyvtárossegédként és az Országos Széchényi Könyvtár tisztviselőjévé is kinevezték. A Magyar Tudományos Akadémia 1895-ben nyelvtudományi bizottsága tagjává választotta. Tagja volt még az orosz császári földrajzi társaságnak is.
A gyenge szervezetű Szamotát a sok munka kimerítette és beteggé tette, fejfájásra panaszkodott. Végül pár héttel küszöbön álló házassága előtt főbe lőtte magát. 1895. november 24-én helyezték örök nyugalomra, a rákoskeresztúri Új köztemetőben (Jobb parcella, XXXIII. szakasz, 127-es sír), sírja 2005 óta védett.

## Munkássága
Kezdetben földrajzi és történelmi kutatásokat folytatott és Régi utazások Magyarországon és a Balkán-félszigeten című munkájával hívta fel Gyulai Pál figyelmét, aki az Olcsó magyar Könyvtár sorozatába felvete. Régi magyar utazások című írásához Vámbéry Ármin írta az előszót. Ezután főleg nyelvtudományokkal foglalkozott. A Schlägl zárdában talált rá egy rég elfeledett magyar nyelvemlékre, mely tulajdonképpen egy latin-magyar szógyűjtemény volt, ezt 1894-ben tette elsőként közzé, jegyzetekkel ellátva. Ezután igazán nagy munkába fogott, elkezdte összegyűjteni az Árpád kori magyar iratok magyar szavainak összegyűjtését. Hagyatékát az MTA szerezte meg, melyet később Zolnai Gyula a Magyar Oklevélszótár (1902 – 1906) című írásában dolgozta fel Szamota nyelvemlékkel kapcsolatos gyűjteményét. Szamota írta A Pallas nagy lexikona lengyel és cseh történelemmel és irodalommal foglalkozó cikkeit.
- Bosznia története a legrégibb kortól a királyság bukásáig, Nagy-Becskerek, 1890[7] (Történeti, Nép- és Földrajzi Könyvtár XXII.)
- Régi utazások Magyarországon és a Balkán-félszigeten 1054–1717, , Budapest, 1891 (Olcsó Könyvtár 290. és Új sorozat 767-772.)
- Régi magyar utazók Európában 1532–1770 – Eredeti kútfőkből összeállította és magyarázatokkal ellátta Szamota István – Az előszót írta Vámbéry Ármin, Nagybecskerek, 1892 (Történeti, Nép- és Földrajzi Könyvtár XLI.)
- A Schlägli magyar szójegyzék XV. a század első negyedéből. Az eredeti kéziratokból közzétéve bevezetéssel és magyarázatokkal ellátva, Budapest, 1894
- A Murmelius-féle latin-magyar szójegyzék 1533-ból. A schwazi ferencz-rendi kolostorban őrzött egyetlen példányból közzétette, bevezetéssel és magyarázatokhal ellátta Szamota István. Egy fényképi hasonmással, Budapest, 1895[8]
- A tihanyi apátság 1055. alapítólevele, mint a magyar nyelv legrégibb hiteles és egykorú emléke. Budapest, 1896. (Különnyomat a Nyelvtudomány Közleményekből. Ismertette Magyar Nyelvőr)
- Magyar oklevél szótár – Régi oklevelekben és egyéb iratokban előforduló magyar szók gyűjteménye. Legnagyobb részüket gyűjtötte Szamota István. A Magyar Tudományos Akadémia megbízásából szótárrá szerkesztette Zolnai Gyula, Budapest, 1902-1903, 1906 (Ismertette: Magyar Nyelvőr 1903)

## Képtár

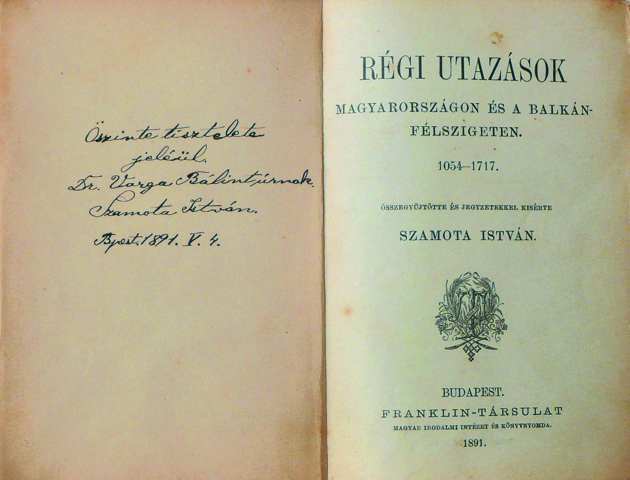
Régi utazások Magyarországon és a Balkán-félszigeten című könyv dedikált példánya
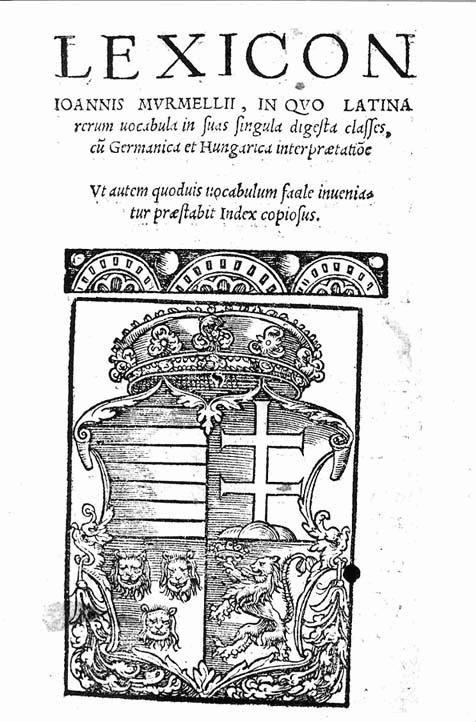
A Murmellius-féle latin-német-magyar szójegyzék címlapja
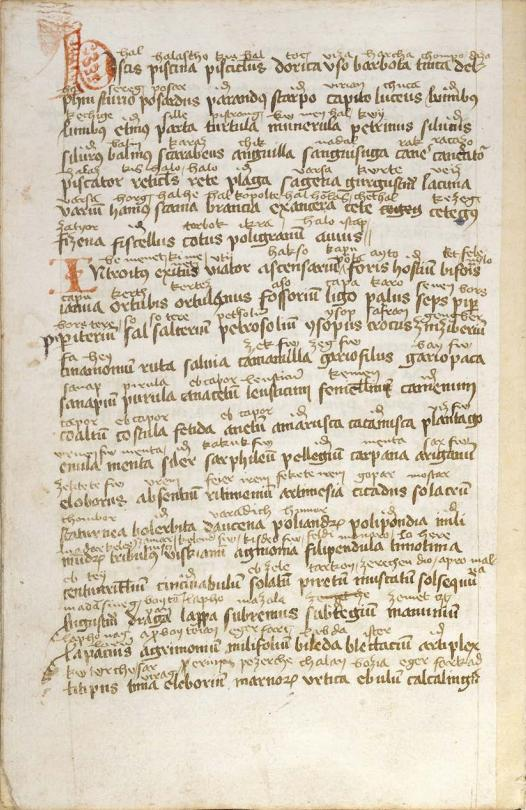
A Schlägl zárdában talált latin-magyar szójegyzék egy lapja
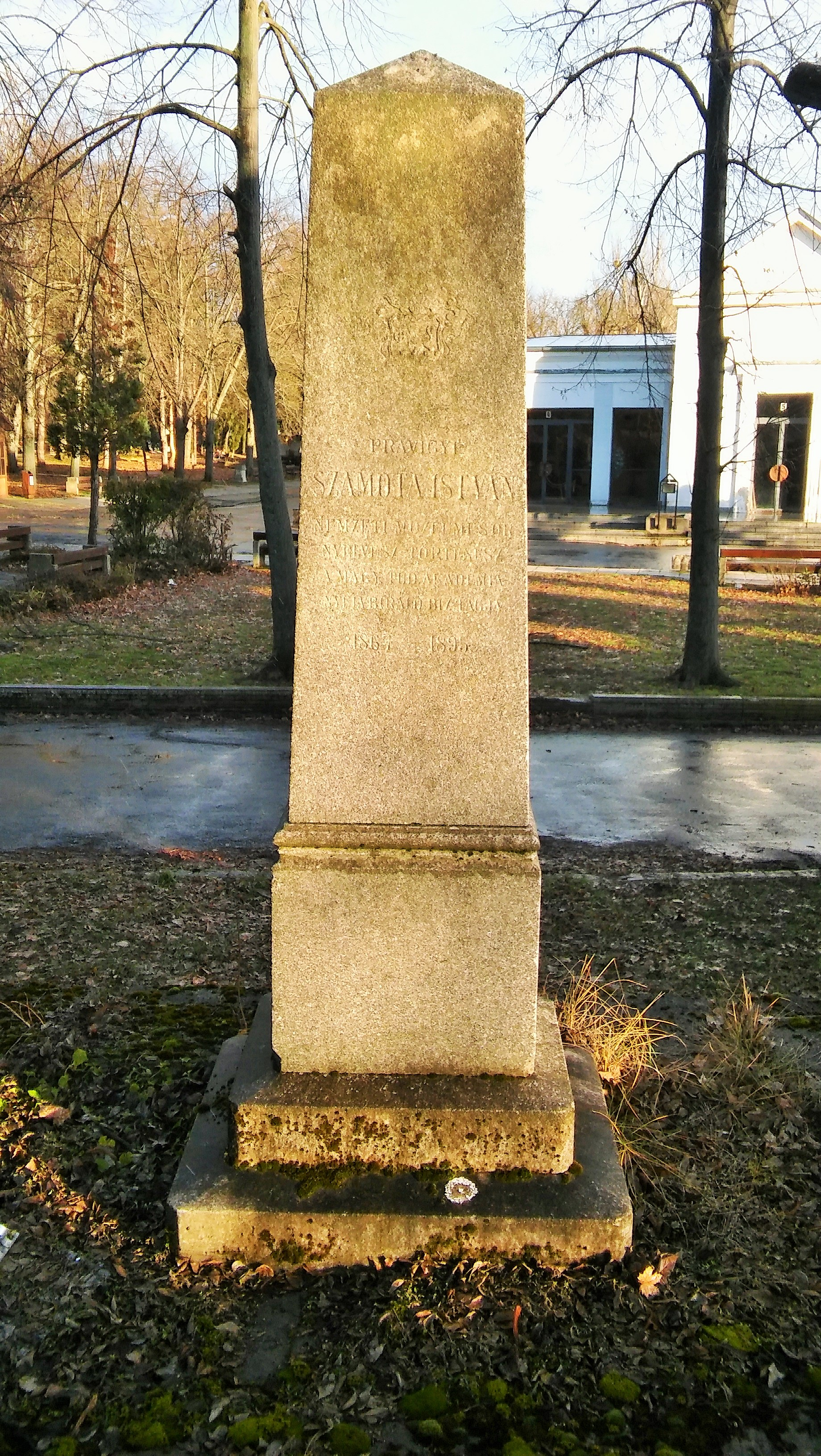
Nyughely